# Capitophorus evelaeagni
Capitophorus evelaeagni är en insektsart. Capitophorus evelaeagni ingår i släktet Capitophorus och familjen långrörsbladlöss. Inga underarter finns listade i Catalogue of Life.